# Das deutsche Volkslied
Das deutsche Volkslied. Zeitschrift für seine Kenntnis und Pflege war eine Österreichische Musikzeitschrift, die ab 1899 von Josef Pommer herausgegeben wurde. Die Zeitschrift widmete sich als eines der ersten musikwissenschaftlichen Organe der Publikation von Volksmusik.

## Geschichte
Die Zeitschrift wurde 1898 von Josef Pommer gegründet und vom Deutschen Volksgesang-Verein Wien herausgegeben. Daneben waren Karl Kronfuß und Hans Fraungruber Mitherausgeber. Nach Pommers Tod folgte Karl Liebleitner ab 1918 als Herausgeber. 1924 kam Georg Kotek für den verstorbenen Kronfuß. Ein weiterer Mitherausgeber war Raimund Zoder, der jedoch ab 1938 kriegsbedingt ausfiel und durch Richard Wolfram ersetzt wurde. Ab 1930 trat Karl Magnus Klier dem Redaktionsteam bei. Von 1899 an erschienen pro Jahr zehn Nummern mit unterschiedlichem Umfang.
Die Zeitschrift wurde nach dem 46. Jahrgang 1944 wegen des Zweiten Weltkriegs eingestellt.
In der direkten Nachfolge erschien ab 1947 für drei Jahrgänge die Zeitschrift Volkslied – Volkstanz – Volksmusik. 1952 wurde die Zeitschrift vom Jahrbuch des österreichischen Volkslied-Werkes abgelöst, das beim Bundesministerium für Unterricht in Wien erscheint.

## Inhalte
Inhaltlich beschäftigte sich die Fachzeitschrift mit dem deutschen Volkslied sowie der Musik deutscher Volksgruppen im Ausland. Die meisten Autoren waren auch im herausgebenden Volksgesang-Verein aktiv sowie im Österreichischen Volksliedunternehmen.
Die Zeitschrift gilt als Meilenstein der zum Zeitpunkt des Erscheinens noch jungen Volksliedforschung in Österreich und Deutschland. Dennoch ist sie nicht frei von ideologischen Vorbehalten. So war Herausgeber Pommer  als Antisemit und „großdeutsch “eingestellt bekannt und vertrat diese Ansichten auch in seiner Zeitschrift. Zudem hatte die Zeitschrift einen idealisierenden deutsch-österreichischen Blick auf das Volkslied. Mit dem Anschluss Österreichs an das Deutsche Reich wurden auch vermehrt nationalsozialistische Positionen übernommen.